# Alfa celulosa
El Alfa celulosa es un índice que muestra la fracción de celulosa no degradada, de alto peso molecular, en una pasta química blanqueada. Constituye la fracción de la pasta resistente (insoluble) a una disolución de hidróxido de sodio a 17,5% y 9,45% bajo condiciones especificadas. 
Material muy utilizado en la fabricación de láminas para decoración por su gran resistencia al envejecimiento y la calidad de la pintura aplicada sobre la base. 